# Liste des pronoms en latin
Voici une liste des pronoms en latin.
Pronoms personnels plus nominatifs accusatifs génitif datif et ablatif 
|                        | Nominatif | Accusatif | Génitif         | Datif | Ablatif |
| ---------------------- | --------- | --------- | --------------- | ----- | ------- |
| Singulier              |           |           |                 |       |         |
| 1re personne           | ego       | me        | mei             | mihi  | me      |
| 2e personne            | tu        | te        | tui             | tibi  | te      |
| 3e (réfléchi)          | -         | se        | sui             | sibi  | se      |
| Pluriel                |           |           |                 |       |         |
| 1re personne           | nos       | nos       | nostri/nostrum¹ | nobis | nobis   |
| 2e personne            | vos       | vos       | vestri/vestrum¹ | vobis | vobis   |
| 3e personne (réfléchi) | -         | se/sese   | sui             | sibi  | se      |

¹: Formes réservées au génitif partitif : Unus nostrum [L']un de nous ; Unus vestrum [L']un de vous.
N.B.: Is et ille sont des pronoms démonstratifs qui peuvent servir de pronoms personnels non réfléchis de la 3e personne.

## Pronoms

### Démonstratifs
|                          | hic, haec, hoc : indiquant la proximité dans l'espace ou dans le temps: celui-ci, celle-ci, ceci, ce, cet | hic, haec, hoc : indiquant la proximité dans l'espace ou dans le temps: celui-ci, celle-ci, ceci, ce, cet | hic, haec, hoc : indiquant la proximité dans l'espace ou dans le temps: celui-ci, celle-ci, ceci, ce, cet | hic, haec, hoc : indiquant la proximité dans l'espace ou dans le temps: celui-ci, celle-ci, ceci, ce, cet | hic, haec, hoc : indiquant la proximité dans l'espace ou dans le temps: celui-ci, celle-ci, ceci, ce, cet | hic, haec, hoc : indiquant la proximité dans l'espace ou dans le temps: celui-ci, celle-ci, ceci, ce, cet |
|                          | singulier                                                                                                 | singulier                                                                                                 | singulier                                                                                                 | pluriel                                                                                                   | pluriel                                                                                                   | pluriel                                                                                                   |
| ------------------------ | --- | --- | --- | --- | --- | --- |
|                          | masc. | fém. | neut. | masc. | fém. | neut. |
| Nom. Acc. Gen. Dat. Abl. | hic hunc huius huic hoc                                                                                   | haec hanc huius huic hac                                                                                  | hoc hoc huius huic hoc                                                                                    | hi hos horum his his                                                                                      | hae has harum his his                                                                                     | haec haec horum his his                                                                                   |
|                          | ille, illa, illud : indiquant l'éloignement dans l'espace ou dans le temps: celui-là, celle-là, cela      | | | | | |
|                          | singulier                                                                                                 | singulier                                                                                                 | singulier                                                                                                 | pluriel                                                                                                   | pluriel                                                                                                   | pluriel                                                                                                   |
|                          | masc. | fém. | neut. | masc. | fém. | neut. |
| Nom. Acc. Gén. Dat. Abl. | ille illum illius illi illo                                                                               | illa illam illius illi illa                                                                               | illud illud illius illi illo                                                                              | illi illos illorum illis illis                                                                            | illae illas illarum illis illis                                                                           | illa illa illorum illis illis                                                                             |
|                          | iste, ista, istud : ce, cette, celui(-là), celle(-là)                                                     | | | | | |
|                          | singulier                                                                                                 | singulier                                                                                                 | singulier                                                                                                 | pluriel                                                                                                   | pluriel                                                                                                   | pluriel                                                                                                   |
|                          | masc. | fém. | neut. | masc. | fém. | neut. |
| Nom. Acc. Gén. Dat. Abl. | iste istum istius isti isto                                                                               | ista istam istius isti ista                                                                               | istud istud istius isti isto                                                                              | isti istos istorum istis istis                                                                            | istae istas istarum istis istis                                                                           | ista ista istorum istis istis                                                                             |
|                          | is, ea, id : ce, cette, cet, celui(-ci), celle(-ci)                                                       | | | | | |
|                          | singulier                                                                                                 | singulier                                                                                                 | singulier                                                                                                 | pluriel                                                                                                   | pluriel                                                                                                   | pluriel                                                                                                   |
|                          | masc. | fém. | neut. | masc. | fém. | neut. |
| Nom. Acc. Gén. Dat. Abl. | is eum eius ei eo                                                                                         | ea eam eius ei ea                                                                                         | id id eius ei eo                                                                                          | ei/ii eos eorum eis/iis eis/iis                                                                           | eae eas earum eis/iis eis/iis                                                                             | ea ea eorum eis/iis eis/iis                                                                               |
|                          | idem, eadem, idem : le même, la même,                                                                     | | | | | |
|                          | singulier                                                                                                 | singulier                                                                                                 | singulier                                                                                                 | pluriel                                                                                                   | pluriel                                                                                                   | pluriel                                                                                                   |
|                          | masc. | fém. | neut. | masc. | fém. | neut. |
| Nom. Acc. Gén. Dat. Abl. | idem eundem eiusdem eidem eodem                                                                           | eadem eandem eiusdem eidem eadem                                                                          | idem idem eiusdem eidem eodem                                                                             | eidem/iidem eosdem eorundem eisdem eisdem                                                                 | eaedem easdem earundem eisdem eisdem                                                                      | eadem eadem eorundem eisdem eisdem                                                                        |
|                          | ipse, ipsa, ipsum : moi-même, toi-même, lui-même (en personne), etc.                                      | | | | | |
|                          | singulier                                                                                                 | singulier                                                                                                 | singulier                                                                                                 | pluriel                                                                                                   | pluriel                                                                                                   | pluriel                                                                                                   |
|                          | masc. | fém. | neut. | masc. | fém. | neut. |
| Nom. Acc. Gén. Dat. Abl. | ipse ipsum ipsius ipsi ipso                                                                               | ipsa ipsam ipsius ipsi ipsa                                                                               | ipsum ipsum ipsius ipsi ipso                                                                              | ipsi ipsos ipsorum ipsis ipsis                                                                            | ipsae ipsas ipsarum ipsis ipsis                                                                           | ipsa ipsa ipsorum ipsis ipsis                                                                             |

### Adjectifs et pronoms possessifs
|                          | meus, mea, meum : mon, ma, le mien, la mienne etc.       | meus, mea, meum : mon, ma, le mien, la mienne etc. | meus, mea, meum : mon, ma, le mien, la mienne etc. | meus, mea, meum : mon, ma, le mien, la mienne etc. | meus, mea, meum : mon, ma, le mien, la mienne etc. | meus, mea, meum : mon, ma, le mien, la mienne etc. |
|                          | singulier                                                | singulier                                          | singulier                                          | pluriel                                            | pluriel                                            | pluriel                                            |
| ------------------------ | -------------------------------------------------------- | -------------------------------------------------- | -------------------------------------------------- | -------------------------------------------------- | -------------------------------------------------- | -------------------------------------------------- |
|                          | masc.                                                    | fém.                                               | neut.                                              | masc.                                              | fém.                                               | neut.                                              |
| Nom. Acc. Gen. Dat. Abl. | meus meum mei meo meo                                    | mea meam meae mea                                  | meum meum mei meo meo                              | mei meos meorum meis meis                          | meae meas mearum meis meis                         | mea mea meorum meis meis                           |
|                          | tuus, tua, tuum : ton, ta, le tien, la tienne etc.       |                                                    |                                                    |                                                    |                                                    |                                                    |
|                          | singulier                                                | singulier                                          | singulier                                          | pluriel                                            | pluriel                                            | pluriel                                            |
|                          | masc.                                                    | fém.                                               | neut.                                              | masc.                                              | fém.                                               | neut.                                              |
| Nom. Acc. Gen. Dat. Abl. | tuus tuum tui tuo tuo                                    | tua tuam tuae tua                                  | tuum tuum tui tuo tuo                              | tui tuos tuorum tuis tuis                          | tuae tuas tuarum tuis tuis                         | tua tua tuorum tuis tuis                           |
|                          | suus, sua, suum : son, sa, le sien, la sienne etc.       |                                                    |                                                    |                                                    |                                                    |                                                    |
|                          | singulier                                                | singulier                                          | singulier                                          | pluriel                                            | pluriel                                            | pluriel                                            |
|                          | masc.                                                    | fém.                                               | neut.                                              | masc.                                              | fém.                                               | neut.                                              |
| Nom. Acc. Gen. Dat. Abl. | suus suum sui suo suo                                    | sua suam suae sua                                  | suum suum sui suo suo                              | sui suos suorum suis suis                          | suae suas suarum suis suis                         | sua sua suorum suis                                |
|                          | noster, nostra, nostrum : notre, le nôtre, la nôtre etc. |                                                    |                                                    |                                                    |                                                    |                                                    |
|                          | singulier                                                | singulier                                          | singulier                                          | pluriel                                            | pluriel                                            | pluriel                                            |
|                          | masc.                                                    | fém.                                               | neut.                                              | masc.                                              | fém.                                               | neut.                                              |
| Nom. Acc. Gen. Dat. Abl. | Noster Nostrum Nostri Nostro                             | Nostra Nostram Nostrae Nostra                      | Nostrum Nostrum Nostri Nostro                      | Nostri Nostros Nostrorum Nostris                   | Nostrae Nostras Nostrarum Nostris                  | Nostra Nostra Nostrorum Nostris                    |
|                          | uester, uestra, uestrum : votre, le vôtre, la vôtre etc. |                                                    |                                                    |                                                    |                                                    |                                                    |
|                          | singulier                                                | singulier                                          | singulier                                          | pluriel                                            | pluriel                                            | pluriel                                            |
|                          | masc.                                                    | fém.                                               | neut.                                              | masc.                                              | fém.                                               | neut.                                              |
| Nom. Acc. Gen. Dat. Abl. | Uester Uestrum Uestri Uestro                             | Uestra Uestram Uestrae Uestra                      | Uestrum Uestrum Uestri Uestro                      | Uestri Uestros Uestrorum Uestris                   | Uestrae Uestras Uestrarum Uestris                  | Uestra Uestra Uestrorum Uestris                    |

### Relatifs
|                          | qui, quae, quod : qui, que, dont, à qui, etc. | qui, quae, quod : qui, que, dont, à qui, etc. | qui, quae, quod : qui, que, dont, à qui, etc. | qui, quae, quod : qui, que, dont, à qui, etc. | qui, quae, quod : qui, que, dont, à qui, etc. | qui, quae, quod : qui, que, dont, à qui, etc. |
|                          | singulier                                     | singulier                                     | singulier                                     | pluriel                                       | pluriel                                       | pluriel                                       |
| ------------------------ | --------------------------------------------- | --------------------------------------------- | --------------------------------------------- | --------------------------------------------- | --------------------------------------------- | --------------------------------------------- |
|                          | masc.                                         | fém.                                          | neut.                                         | masc.                                         | fém.                                          | neut.                                         |
| Nom. Acc. Gén. Dat. Abl. | qui quem cuius cui quo                        | quae quam cuius cui qua                       | quod quod cuius cui quo                       | qui quos quorum quibus quibus                 | quae quas quarum quibus quibus                | quae quae quorum quibus quibus                |